# Ritratto di Ottaviano
Il Ritratto di Ottaviano è una testa ai Musei Capitolini a Roma che ritrae l'imperatore Augusto in giovane età, quando era ancora solo Ottaviano e non aveva i titoli imperiali. È alta 36 cm e scolpita in marmo. Il busto è antico, ma non pertinente.

## Storia e descrizione
L'evoluzione politica di Augusto si riflesse puntualmente nell'arte ufficiale, come dimostra la serie di ritratti imperiali. Nel ritratto capitolino, risalente al periodo tra il 35 e il 30 a.C., quando era ancora preso dalla lotta per la vendetta di Cesare e la conquista della supremazia politica senza esclusione di colpi, presenta un'espressione veemente, ma con la leggera torsione a destra e quell'aura ispirata tipica dei ritratti di sovrani ellenistici, appena un po' più sobrio nell'espressione e nella plastica. I capelli sono trattati a ciocche mosse agitatamente e la celebre ciocca "a tenaglia" è seminascosta sulla fronte tra il movimento delle altre. La pelle, soprattutto nelle guance, è resa con un movimento fluido ma articolato complessamente: le guance incavate, gli occhi infossati e i tratti affilati contribuiscono a dare un'immagine solenne ma anche impegnata.
L'opera è di un artista greco, che doveva aver curato anche le monete emesse dopo la vittoria di Azio (31 a.C.). Alcune durezze nel trattamento, più che a influssi romani, sono probabilmente dovute alla mano del copista. 
Questa la descrizione che fa Svetonio della bellezza e del fascino di Ottaviano Augusto:
(Svetonio, Augustus, 79.)
Nota: una traduzione più precisa del termine "subflavum" sembrerebbe essere "marrone chiaro" o "marrone dorato", il termine starebbe ad indicare probabilmente "capelli castani" e non come superficialmente si pensa "biondiccio". "Subflavum" letteralmente sta a significare "al di sotto del biondo/giallo", più probabile che sia una tonalità chiara di marrone.